# Мохе (село)
Мохе (груз. მოხე) — село в Грузії.
За даними перепису населення 2014 року в селі проживає 254 особи.